# Lista odcinków serialu Detektyw (2014)
Poniżej znajduje się lista odcinków serialu telewizyjnego  Detektyw – emitowanego przez amerykańską stację kablową HBO od 12 stycznia 2014 roku do 18 lutego 2024 roku. W Polsce serial był emitowany HBO Polska przez od 9 marca 2014 roku do 19 lutego 2024 roku.
| Sezon | Sezon | Odcinki | Oryginalna emisja | Oryginalna emisja | Oryginalna emisja | Oryginalna emisja | Oryginalna emisja |
| Sezon | Sezon | Odcinki | Premiera serii    | Finał serii       | Premiera serii    | Finał serii       |                   |
| ----- | ----- | ------- | ----------------- | ----------------- | ----------------- | ----------------- | ----------------- |
|       | 1     | 8       | 12 stycznia 2014  | 9 marca 2014      | 13 stycznia 2014  | 10 marca 2014     |                   |
|       | 2     | 8       | 21 czerwca 2015   | 9 sierpnia 2015   | 22 czerwca 2015   | 10 sierpnia 2015  |                   |
|       | 3     | 8       | 13 stycznia 2019  | 24 lutego 2019    | 14 stycznia 2019  | 25 lutego 2019    |                   |
|       | 4     | 6       | 14 stycznia 2024  | 18 lutego 2024    | 15 stycznia 2024  | 19 lutego 2024    |                   |

## Sezon 1 (2014)
| Nr | # | Tytuł                       | Reżyseria     | Scenariusz     | Premiera         | Premiera         |
| -- | - | --------------------------- | ------------- | -------------- | ---------------- | ---------------- |
| 1  | 1 | The Long Bright Dark        | Cary Fukunaga | Nic Pizzolatto | 12 stycznia 2014 | 13 stycznia 2014 |
| 2  | 2 | Seeing Things               | Cary Fukunaga | Nic Pizzolatto | 19 stycznia 2014 | 20 stycznia 2014 |
| 3  | 3 | The Locked Room             | Cary Fukunaga | Nic Pizzolatto | 26 stycznia 2014 | 27 stycznia 2014 |
| 4  | 4 | Who Goes There              | Cary Fukunaga | Nic Pizzolatto | 9 lutego 2014    | 10 lutego 2014   |
| 5  | 5 | The Secret Fate of All Life | Cary Fukunaga | Nic Pizzolatto | 16 lutego 2014   | 17 lutego 2014   |
| 6  | 6 | Haunted Houses              | Cary Fukunaga | Nic Pizzolatto | 23 lutego 2014   | 24 lutego 2014   |
| 7  | 7 | After You've Gone           | Cary Fukunaga | Nic Pizzolatto | 2 marca 2014     | 3 marca 2014     |
| 8  | 8 | Form and Void               | Cary Fukunaga | Nic Pizzolatto | 9 marca 2014     | 10 marca 2014    |

## Sezon 2 (2015)
| Nr | # | Tytuł                        | Reżyseria           | Scenariusz                    | Premiera        | Premiera         |
| -- | - | ---------------------------- | ------------------- | ----------------------------- | --------------- | ---------------- |
| 9  | 1 | The Western Book of the Dead | Justin Lin          | Nic Pizzolatto                | 21 czerwca 2015 | 22 czerwca 2015  |
| 10 | 2 | Night Finds You              | Justin Lin          | Nic Pizzolatto                | 28 czerwca 2015 | 29 czerwca 2015  |
| 11 | 3 | Maybe Tomorrow               | Janus Metz Pedersen | Nic Pizzolatto                | 5 lipca 2015    | 6 lipca 2015     |
| 12 | 4 | Down Will Come               | Jeremy Podeswa      | Nic Pizzolatto & Scott Lasser | 12 lipca 2015   | 13 lipca 2015    |
| 13 | 5 | Other Lives                  | John W. Crowley     | Nic Pizzolatto                | 19 lipca 2015   | 20 lipca 2015    |
| 14 | 6 | Church in Ruins              | Miguel Sapochnik    | Nic Pizzolatto & Scott Lasser | 26 lipca 2015   | 27 lipca 2015    |
| 15 | 7 | Black Maps and Motel Rooms   | Dan Attias          | Nic Pizzolatto                | 2 sierpnia 2015 | 3 sierpnia 2015  |
| 16 | 8 | Omega Station                | John W. Crowley     | Nic Pizzolatto                | 9 sierpnia 2015 | 10 sierpnia 2015 |

## Sezon 3 (2019)
| Nr | # | Tytuł                           | Reżyseria       | Scenariusz                    | Premiera         | Premiera         |
| -- | - | ------------------------------- | --------------- | ----------------------------- | ---------------- | ---------------- |
| 17 | 1 | The Great War and Modern Memory | Jeremy Saulnier | Nic Pizzolatto                | 13 stycznia 2019 | 14 stycznia 2019 |
| 18 | 2 | Kiss Tomorrow Goodbye           | Jeremy Saulnier | Nic Pizzolatto                | 13 stycznia 2019 | 14 stycznia 2019 |
| 19 | 3 | The Big Never                   | Daniel Sackheim | Nic Pizzolatto                | 20 stycznia 2019 | 21 stycznia 2019 |
| 20 | 4 | The Hour and the Day            | Nic Pizzolatto  | David Milch & Nic Pizzolatto  | 27 stycznia 2019 | 28 stycznia 2019 |
| 21 | 5 | If You Have Ghosts              | Nic Pizzolatto  | Nic Pizzolatto                | 3 lutego 2019    | 4 lutego 2019    |
| 22 | 6 | Hunters in the Dark             | Daniel Sackheim | Nic Pizzolatto & Graham Gordy | 10 lutego 2019   | 11 lutego 2019   |
| 23 | 7 | The Final Country               | Daniel Sackheim | Nic Pizzolatto                | 17 lutego 2019   | 18 lutego 2019   |
| 24 | 8 | Now Am Found                    | Daniel Sackheim | Nic Pizzolatto                | 24 lutego 2019   | 25 lutego 2019   |

## Sezon 4 (2024)
| Nr | # | Tytuł  | Reżyseria  | Scenariusz                                                  | Premiera         | Premiera         |
| -- | - | ------ | ---------- | ----------------------------------------------------------- | ---------------- | ---------------- |
| 25 | 1 | Part 1 | Issa López | Issa López                                                  | 14 stycznia 2024 | 15 stycznia 2024 |
| 26 | 2 | Part 2 | Issa López | Issa López                                                  | 21 stycznia 2024 | 22 stycznia 2024 |
| 27 | 3 | Part 3 | Issa López | Issa López & Alan Page Arriaga                              | 28 stycznia 2024 | 29 stycznia 2024 |
| 28 | 4 | Part 4 | Issa López | Namsi Khan & Chris Mundy i Issa López                       | 4 lutego 2024    | 5 lutego 2024    |
| 29 | 5 | Part 5 | Issa López | Katrina Albright & Wenonah Wilms i Chris Mundy & Issa López | 11 lutego 2024   | 12 lutego 2024   |
| 30 | 6 | Part 6 | Issa López | Issa López                                                  | 18 lutego 2024   | 19 lutego 2024   |